# Parque Nacional Marinho de Mu Ko Ang Thong
O Parque Nacional Marinho de Mu Ko Ang Thong ou simplesmente Parque Nacional Marinho de Ang Thong[a] é uma área protegida da Tailândia, que ocupa o arquipélago de Ang Thong do golfo da Tailândia, na província de Surat Thani, a cerca de 20 km a oeste das ilhas de Samui e Phangan. Desde 2002 que a área está classificada como sítio Ramsar.
Criado em 1980, tem 102 km² de área, dos quais 18% é terrestre (42 ilhas) e o resto mar. A maior parte das ilhas são de calcário. Além da beleza natural, nomeadamente da água cristalina azul clara, entre as atrações mais populares do parque estão a caverna de Tham Bua Bok e a lagoa Talay Nai, uma lagoa lagoa elevada situada no meio da ilha de Mae Koh. A caverna, situada em Ko Wua Talap, onde também se situa a sede do parque, há um conjunto de estalactites e estalagmites que formam aquilo que parece um lótus em flor. A sede do parque situa-se na ilha de Wua Talap.

## Ilhas principais
| Ilha          | Capital       | Outras localidades               | Área (km²) | Núm. habitantes |
| ------------- | ------------- | -------------------------------- | ---------- | --------------- |
| Ko Chueak     | Ko Chueak     |                                  | 1,62 \|    | 0               |
| Ko Nok Taphao | Ko Nok Taphao | Ao Kruat, Ao Pla, Ao Uttra       | 3,32\|     | 200             |
| Ko Phaluai    | Ban Ao Sam    | Ban Ao Nueng, Ao Nathap, Ao Luek | 19,1 \|    | 500             |
| Ko Raet       | Ko Raet       |                                  | 0,07 \|    | 50              |
| Ko Samsao     | Ko Samsao     |                                  | 0,85 \|    | 0               |
| Ko Wua Chio   | Ko Wua Chio   |                                  | 0,26 \|    | 2               |
| Ko Wua Talap  | Ang Thong     | Ao Phi                           | 6,06 \|    | 10              |
| Total         |               |                                  |            | 692             |